# G.M. Dimitrov (metropolitana di Sofia)
G.M. Dimitrov è una stazione delle linee M1 e M4 della Metropolitana di Sofia.
La stazione fu inaugurata nel 2009 in sotterranea, e serve i quartieri di Musagenitsa, Dianabad, Studentski grad e Bug.

## Interscambi
Nelle vicinanze della stazione effettuano fermata alcune linee urbane di superficie automobilistiche.
- Fermata autobus linea 88, 280, 294 e 413